# 安德烈·喬達
安德烈·喬達（1938年2月20日—1998年6月18日）是一名法國前足球員，司職後衛。
喬達曾效力尼斯和波爾多，再返回尼斯，並在尼斯退役。喬達亦曾代表法國國家隊參加1960年歐洲國家盃，並奪得殿軍。喬達之後亦代表法國參加1966年世界盃。

## 榮譽

### 尼斯
- 法甲：1959

## 外部鏈接
- André Chorda Profile （页面存档备份，存于）於法國足球總會（法語）
- André Chorda （页面存档备份，存于）於隊報（法語）